# Karol Szymanowski: Hagith (opera w jednym akcie, wersja koncertowa)
Karol Szymanowski: Hagith – album z nagraniem jednoaktowej opery „Hagith” (1912–1913) Karola Szymanowskiego do libretta Felixa Dörmanna w przekładzie Stanisława Barącza zrewidowanym przez Marię Leśniewską, w wykonaniu Polskiej Orkiestry Radiowej pod batutą Michała Klauzy, Chóru Filharmonii Narodowej pod kierownictwem Bartosza Michałowskiego oraz solistów: Wioletta Chodowicz, Ryszard Minkiewicz, Andrzej Lampert, Dariusz Machej, Łukasz Rosiak. Nagranie koncertowe było inauguracją sezonu artystycznego 2018/2019 Polskiej Orkiestry Radiowej. Płytę wydała dnia 1 lutego 2019 Agencja Muzyczna Polskiego Radia. Nagroda Fryderyk 2020 w kategorii Album Roku Muzyka Oratoryjna i Operowa.

## Wykonawcy
- Wioletta Chodowicz (sopran) - Hagith
- Ryszard Minkiewicz (tenor) - Stary Król
- Andrzej Lampert (tenor) - Młody Król
- Dariusz Machej (bas-baryton) - Arcykapłan
- Łukasz Rosiak (baryton) - Lekarz
- Chór Filharmonii Narodowej pod kierownictwem Bartosza Michałowskiego
- Polska Orkiestra Radiowa
- Michał Klauza – dyrygent

## Lista utworów
1. Wstęp
2. Przez usta me…
3. Ach, jak lód, jak straszny lód…
4. Zmieszany jesteś…
5. Niech ludzie proszą Boga…
6. Jedyny jeszcze lek…
7. Młodemu Panu szczęście…
8. Wejście Młodego Króla
9. Synu mój, za wcześnie…
10. Modlitwa Młodego Króla
11. Kto jesteś, mów!
12. Tu serce jest…
13. Już dość kochane dzieci…
14. Mój Arcykapłanie
15. Do łoża wiedźcie mnie…
16. Gdzie jesteś dziewczę?
17. Chodź w nasze góry…
18. Już nie chcę cię…
19. Zmarł…
20. Co wołasz tak?
21. Ukarać zaraz ją…
22. Tu serce jest…
23. Nie żyje Król!